# イグナス・モレカ
イグナス・モレカ・ゾコ（Ignace Moleka Nzoko, 1970年9月27日 - ）は、ザイール（現コンゴ民主共和国）出身の元サッカー選手。ポジションはフォワード。
フロリダ国際大学卒業。1996年に全米大学ベストイレブンに選ばれた。1997年9月より当時北信越フットボールリーグに所属していたアルビレックス新潟に加入した。翌1998年シーズンはジャパンフットボールリーグに昇格したチームの最多得点を記録し、黒豹の異名をとった。
新潟を退団した後、アメリカに戻りアトランタ・シルバーバックスでプレーし、2002年に現役を引退。引退後はチームに残り下部組織のコーチなどのを務めた。

## 個人成績
| 1997   | 新潟   | 14     | 北信越 |    |   | 2 | 1 |    |    |
| 1998   | 新潟   | 14     | 旧JFL  | 20 | 8 | 3 | 3 | 23 | 11 |
| 総通算 | 総通算 | 総通算 | 総通算 |    |   | 5 | 4 |    |    |